# Coupe Challenge féminine de handball 2004-2005
Navigation
Coupe Challenge 2003-2004 Coupe Challenge 2005-2006
La coupe Challenge 2004-2005 est la 12e édition de la Coupe Challenge féminine de handball, compétition créée en 1993.

## Formule
La coupe Challenge, a priori la moins réputée des différentes compétitions européennes, est également appelée C4. 
L’épreuve débute par un tour préliminaire où huit équipes, réparties en deux groupes de quatre, se disputent la qualification pour les seizièmes de finale. 
Tous les autres tours se déroulent en matches aller-retour, y compris la finale.

## Tour préliminaire

### Groupe A
|   | Équipe                     | Pts | J | G | N | P | Bp | Bc  | Diff |
| - | -------------------------- | --- | - | - | - | - | -- | --- | ---- |
| 1 | Spono Nottwil Handball     | 5   | 3 | 2 | 1 | 0 | 99 | 57  | 42   |
| 2 | UMF Stjarnan               | 5   | 3 | 2 | 1 | 0 | 89 | 60  | 29   |
| 3 | Eskisehir Osmangazi Uni SK | 2   | 3 | 1 | 0 | 2 | 75 | 75  | 0    |
| 4 | Makedonikos Thessalonique  | 0   | 3 | 0 | 0 | 3 | 37 | 108 | -71  |

### Groupe B
|   | Équipe               | Pts | J | G | N | P | Bp | Bc | Diff |
| - | -------------------- | --- | - | - | - | - | -- | -- | ---- |
| 1 | HC Selmont Baia Mare | 6   | 3 | 3 | 0 | 0 | 96 | 74 | 22   |
| 2 | HC Florgarden        | 4   | 3 | 0 | 0 | 0 | 93 | 71 | 22   |
| 3 | LK Zug Handball      | 2   | 3 | 0 | 0 | 0 | 80 | 93 | -13  |
| 4 | RK Skopje            | 0   | 3 | 0 | 0 | 0 | 60 | 91 | -31  |

### Groupe C
|   | Équipe                | Pts | J | G | N | P | Bp | Bc | Diff |
| - | --------------------- | --- | - | - | - | - | -- | -- | ---- |
| 1 | HC Teramo 2002        | 6   | 3 | 3 | 0 | 0 | 80 | 48 | 32   |
| 2 | Motor 2 Zaporozhye    | 4   | 3 | 2 | 0 | 1 | 69 | 50 | 19   |
| 3 | Panellinios Lefkosias | 2   | 3 | 1 | 0 | 2 | 53 | 74 | -21  |
| 4 | Karpati Uzhgorod      | 0   | 3 | 0 | 0 | 3 | 0  | 30 | -30  |

### Groupe D
|   | Équipe                      | Pts | J | G | N | P | Bp | Bc | Diff |
| - | --------------------------- | --- | - | - | - | - | -- | -- | ---- |
| 1 | Cercle Dijon Bourgogne      | 4   | 2 | 2 | 0 | 0 | 59 | 30 | 29   |
| 2 | OF Nea Ionia                | 2   | 2 | 1 | 0 | 1 | 53 | 74 | -21  |
| 3 | Juventude Desportiva do Lis | 0   | 2 | 0 | 0 | 2 | 39 | 55 | -16  |

## Huitièmes de finale
| Équipe               | Équipe                  |
| -------------------- | ----------------------- |
| ZRK Split Kaltenberg | CJF Fleury les Aubrais  |
| BSV Buxtehude        | TSV Bayer 04 Leverkusen |
| ŽRK Kumanovo         | MKS Vitaral Jelfa       |
| Colégio de Gaia      | C.S. Oltchim Valcea     |

| Équipe                 | Équipe               |
| ---------------------- | -------------------- |
| Cercle Dijon Bourgogne | OF Nea Ionia         |
| UMF Stjarnan           | HC Florgarden        |
| HC Teramo 2002         | HC Selmont Baia Mare |
| Spono Nottwil Handball | Motor 2 Zaporozhye   |

| Date Aller      | Club                   | Aller   | Total   | Retour  | Club                    | Date Retour     |
| --------------- | ---------------------- | ------- | ------- | ------- | ----------------------- | --------------- |
| 11 février 2005 | HC Teramo 2002         | 29 - 27 | 48 - 52 | 19 - 25 | ZRK Split Kaltenberg    | 12 février 2005 |
| 11 février 2005 | WHC - Kumanovo         | 20 - 48 | 50 - 99 | 30 - 51 | HC Florgarden           | 12 février 2005 |
| 11 février 2005 | BSV Buxtehude          | 32 - 25 | 62 - 52 | 30 - 27 | HC Selmont Baia Mare    | 12 février 2005 |
| 11 février 2005 | C.S. Oltchim Valcea    | 28 - 22 | 68 - 50 | 40 - 28 | Spono Nottwil Handball  | 12 février 2005 |
| 11 février 2005 | OF Nea Ionia           | 12 - 32 | 20 - 64 | 8 - 32  | TSV Bayer 04 Leverkusen | 12 février 2005 |
| 13 février 2005 | CJF Fleury les Aubrais | 21 - 27 | 40 - 46 | 19 - 19 | Cercle Dijon Bourgogne  | 20 février 2005 |
| 18 février 2005 | Colégio de Gaia        | 25 - 37 | 46 - 67 | 21 - 30 | Motor 2 Zaporozhye      | 20 février 2005 |
| 19 février 2005 | MKS Vitaral Jelfa      | 30 - 30 | 63 - 49 | 33 - 19 | UMF Stjarnan            | 20 février 2005 |

## Phase finale

### Quarts de finale
| Date Aller      | Club                    | Aller   | Total   | Retour  | Club                 | Date Retour     |
| --------------- | ----------------------- | ------- | ------- | ------- | -------------------- | --------------- |
| 12 mars 2005    | BSV Buxtehude           | 31 - 28 | 65 - 64 | 34 - 36 | C.S. Oltchim Valcea  | 19 mars 2005    |
| 13 mars 2005    | Cercle Dijon Bourgogne  | 21 - 15 | 46 - 38 | 25 - 23 | HC Florgarden        | 19 mars 2005    |
| 13 mars 2005    | TSV Bayer 04 Leverkusen | 21 - 15 | 46 - 38 | 25 - 23 | Motor 2 Zaporozhye   | 20 mars 2005    |
| 19 février 2005 | MKS Vitaral Jelfa       | 32 - 37 | 61 - 62 | 29 - 25 | ZRK Split Kaltenberg | 20 février 2005 |

### Demi-finales
| Date Aller    | Club                 | Aller   | Total   | Retour  | Club                    | Date Retour   |
| ------------- | -------------------- | ------- | ------- | ------- | ----------------------- | ------------- |
| 10 avril 2005 | ZRK Split Kaltenberg | 20 - 38 | 40 - 66 | 20 - 28 | TSV Bayer 04 Leverkusen | 17 avril 2005 |
| 9 avril 2005  | BSV Buxtehude        | 22 - 20 | 45 - 46 | 23 - 26 | Cercle Dijon Bourgogne  | 17 avril 2005 |

### Finale
| Date Aller  | Club                   | Aller   | Total   | Retour  | Club                    | Date Retour |
| ----------- | ---------------------- | ------- | ------- | ------- | ----------------------- | ----------- |
| 15 mai 2005 | Cercle Dijon Bourgogne | 28 - 27 | 50 - 52 | 22 - 25 | TSV Bayer 04 Leverkusen | 22 mai 2005 |

## Les championnes d'Europe
| Championne d'Europe Coupe Challenge 2005 TSV Bayer 04 Leverkusen 1er titre |